# Granuloma

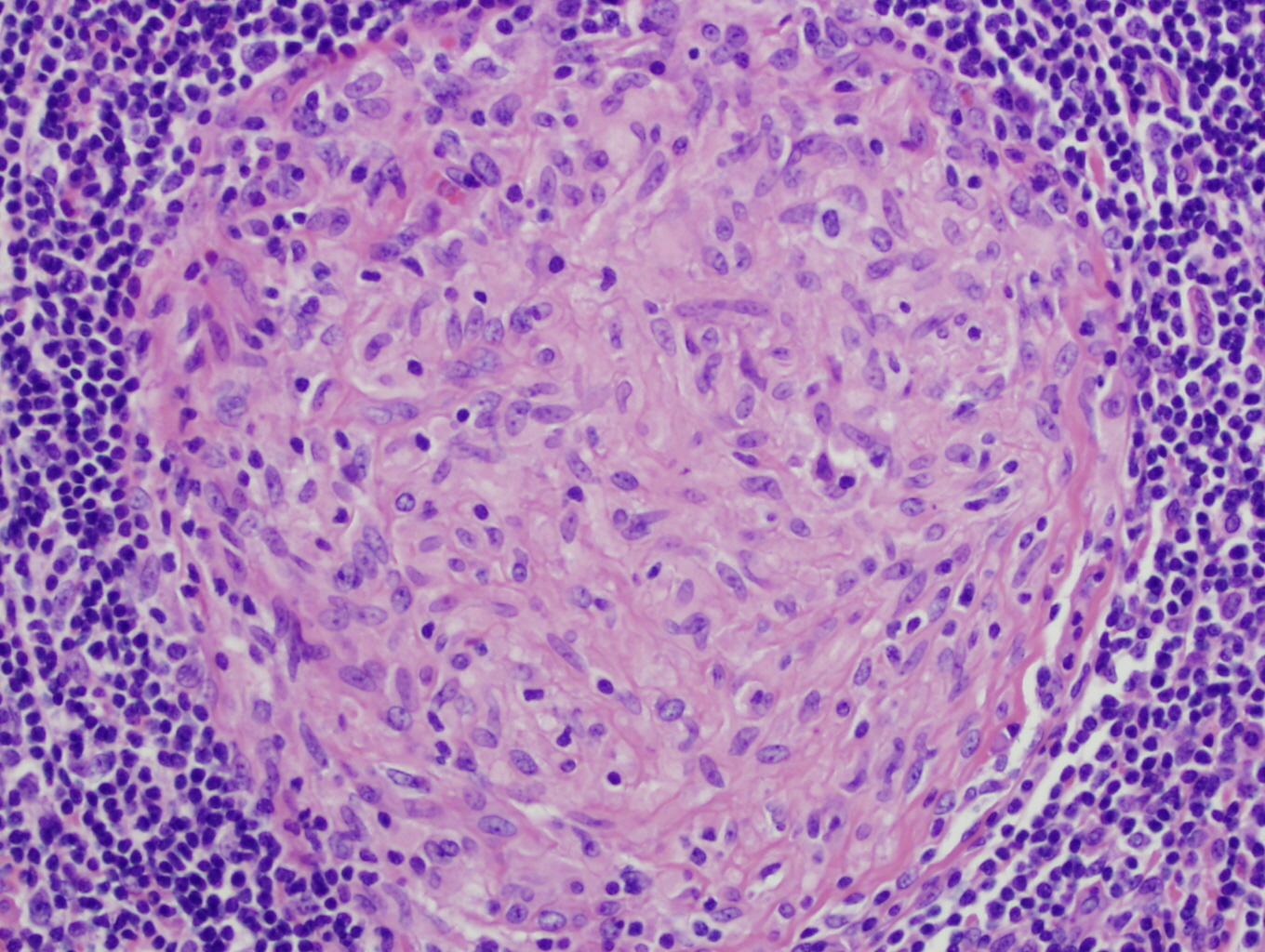
Un granuloma

Il granuloma è una formazione dovuta a una reazione immunitaria a lesioni tipiche delle infiammazioni croniche, non solo di natura infettiva (streptococchi, per esempio nella febbre reumatica si formano i noduli di Aschoff, tubercolosi, actinomiceti, ecc.), ma anche da corpi estranei. 
È possibile effettuare una distinzione, sulla base dei citotipi coinvolti nella risposta e nella formazione del granuloma, in:
- granuloma immune, in cui abbiamo il coinvolgimento dei linfociti T, dell'immunità adattativa;
- granuloma non immune o da corpo estraneo, in cui ad essere coinvolti sono esclusivamente i macrofagi.

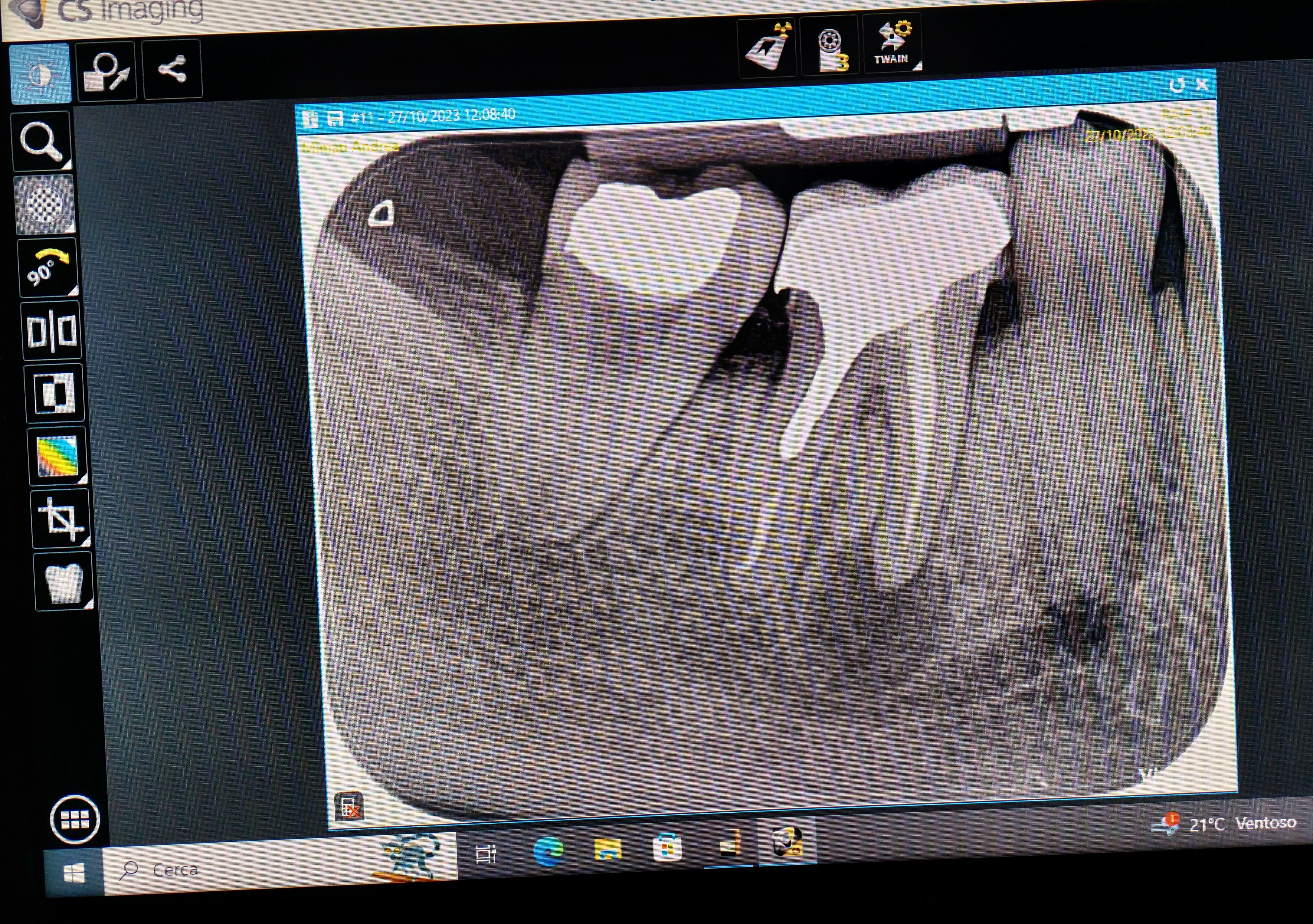
Lastra che mostra un granuloma sotto a un dente già devitalizzato

Macroscopicamente è caratterizzato da neoformazioni nodulari a struttura microscopica concentrica che dal centro alla periferia rivelano la presenza di 
- centro necrotico talvolta calcificato con l'agente eziologico (non sempre è presente)
- proliferazione macrofagica, cellule epitelioidi di origine monocitico-macrofagica, grosse cellule giganti multinucleate con funzione fagocitaria, derivanti dalla fusione delle cellule epitelioidi. Nel caso specifico del granuloma da tubercolosi, le cellule giganti multinucleate (con i nuclei disposti alla periferia a ferro di cavallo) prendono il nome di cellule di Langhans;

- una corona di linfociti;

- un alone di fibrociti e plasmacellule.

Infine, il granuloma può andare incontro a necrosi, che viene circoscritta da tessuto fibroso, ed il focolaio infiammatorio si estingue. Il granuloma può essere riassorbito, o dar luogo ad un nodulo fibroso.

## Cause di granuloma
Tra le cause di granuloma si annoverano:
- Corpi estranei endogeni (cheratina, colesterolo)
- Traumi o grosse operazioni chirurgiche (ciò può verificarsi anche dopo decenni)
- Corpi estranei esogeni (adiuvanti vaccinali, spine, spighe, fili di sutura, latte in caso di neonati con palatoschisi, pulviscolo in caso di antracosi)
- Virus (peritonite infettiva felina)
- Batteri (granuloma tubercolare da micobatteri, granuloma morvoso)
- Protozoi (leishmaniosi)
- Funghi (microsporidiosi da Encephalitozoon cunicoli recentemente riclassificato da protista a fungo parassita, oppure aspergillosi da funghi del genere Aspergillus, in particolare A. fumigatus)